# Tyranneau des campos
Guyramemua affine
Pour les articles homonymes, voir Tyranneau des campos (homonymie).
Genre
Espèce
Statut de conservation UICN

 NT  : Quasi menacé
Le Tyranneau des campos (Guyramemua affine) est une espèce de passereaux de la famille des Tyrannidae. Cette espèce a été décrite par Hermann Burmeister en 1856. Guy M. Kirwan et al. ont démontré en 2014 qu'il est identique au Tyranneau de Chapada (Suiriri islerorum), aussi appelé Tyranneau des Isler, décrit en 2001 par Zimmer, Whittaker & Oren, qui en est devenu dès lors un synonyme plus récent (en anglais junior synonym),,,. Certaines bases de données le considèrent encore comme une sous-espèce du Tyranneau suiriri (Suiriri suiriri),,. Il existe d'ailleurs une importante hybridation interspécifique entre les deux espèces.

## Distribution
Cet oiseau vit dans le Cerrado du Brésil et des régions limitrophes de l'est de la Bolivie,,.

## Systématique
Cette espèce est monotypique selon la classification de référence du Congrès ornithologique international (version 9.1, 2019).